# Ceryx pterodactyliformis
Ceryx pterodactyliformis là một loài bướm đêm thuộc phân họ Arctiinae, họ Erebidae.